# داولت‌کولوو
داولت‌کولوو (انگلیسی: Davletkulovo) یک شهرک در شهرستان ملئوزوفسکی استان باشقیرستان کشور روسیه است.